# Antonia Santos

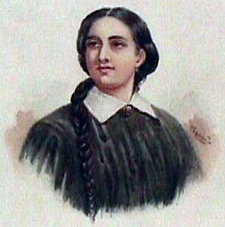
Antonia Santos

María Antonia Santos Plata, född 10 april 1782, död 28 juni 1819, var en colombiansk upprorsledare och frihetshjältinna. Hon ledde ett uppror mot spanjorernas försök att återerövra spanska Colombia. Hon tillfångatogs och avrättades av den spanska kolonialmakten. 
Antonia Santos organiserade och ledde gerillan i provinsen El Socorro mot spanjorerna under Spaniens försök att återinföra Colombia under spanskt styre. Hon tillfångatogs, dömdes för majestätsbrott och högförräderi och avrättades genom arkebusering. Hon blev berömd som frihetshjältinna och har betraktats som företrädare för de många kvinnor i Colombia som deltog i frihetskampen mot spanjorerna.
En brigad i den colombianska armén fick sitt namn efter henne. 